# Pierre Léna
Pour les articles homonymes, voir Léna.
Pierre Léna, né le 22 novembre 1937  à Paris, est un astrophysicien français.

## Parcours
Élève de l'École normale supérieure (rue d'Ulm) (1956-1960), agrégé de Physique, docteur ès sciences (1969) après trois années de recherche aux États-Unis (Kitt Peak National Observatory, Boulder), Assistant, puis Maître-assistant au Centre universitaire d'Orsay de l'Université de Paris (1960-1972), puis professeur à l'Université Paris-VII (1973-2004), chercheur associé au Laboratoire d'études spatiales et d'instrumentation en astrophysique de l'Observatoire de Paris, centre de Meudon, dans lequel il a dirigé le Laboratoire d'astronomie infrarouge associé au CNRS (1971-1983). Élu à l'Académie des sciences, section Sciences de l'univers, en 1991, il y fut délégué à l'éducation et à la formation de 2005 à 2011. Professeur émérite depuis 2004, il est président d'honneur de la Fondation La main à la pâte, créée en 2011.

## Œuvre scientifique
Pierre Léna a accompagné la naissance vers 1960, puis le développement d'une nouvelle branche de l'astronomie tournée vers l'observation du Soleil, puis des étoiles et du milieu interstellaire, par leur rayonnement infrarouge, à l'aide de télescopes situés à la surface de la Terre, mais aussi à bord d'avions (Caravelle du Centre d’Essais en Vol, Concorde pour le suivi de l'éclipse solaire du 30 juin 1973 et Convair 990 de la NASA) ou de satellites-observatoires (caméra du Infrared Space Observatory européen en 1995). À partir de 1978, il explore la production d’images astronomiques de très grande résolution angulaire : avec l’interférométrie des tavelures, il obtient une des premières images de l’environnement d’une étoile en formation. Participant à la conception du «Very Large Telescope» (Très grand télescope), plus connu sous le sigle VLT, construit au Chili par l'Observatoire austral européen (ESO), il contribue à l’implantation d’un mode interférométrique (VLTI) sur celui-ci. Entré en service en 2004, le VLTI explore notamment avec l’instrument Gravity, l’environnement du trou noir situé au centre de la Galaxie (SgrA*), ou bien l'environnement ou la forme d'étoiles comme Achernar.
Dès 1984, les perspectives du VLTI et la recherche d’une qualité d’image maximale pour le VLT entraînent le développement de l’optique adaptative, et son équipe contribue à une première mondiale en 1989 à l’Observatoire de Haute-Provence (CNRS), afin de corriger les effets délétères de l'atmosphère terrestre sur les observations. Cette technique, avec de très nombreuses améliorations, équipe tous les grands observatoires du monde et conditionne la réalisation des très grands télescopes à venir (E-ELT européen par exemple). En 1998, il en propose également l’usage pour l’observation in vivo de la rétine de l’œil humain, en vue d’applications cliniques que développe une équipe de l’Hôpital des Quinze-Vingts à Paris.
En 1973, il équipa d’instruments scientifiques l’avion prototype supersonique Concorde 001, afin d’observer l’éclipse totale de Soleil qui traversa l’Afrique le 30 juin 1973, en suivant l’ombre portée par la Lune. Les astronomes purent disposer de la durée record de 74 minutes de totalité, jamais dépassée, grâce à une prouesse de calcul et de pilotage. 

## Activité pédagogique
Outre ses fonctions de professeur d’université et les nombreux étudiants qu’il a contribué à former à la recherche, Pierre Léna fut et demeure très engagé dans la rénovation de l’enseignement des sciences à l’école et au collège, il a été à l'origine avec Georges Charpak et Yves Quéré du programme éducatif La main à la pâte, méthode active d'initiation aux sciences dans les écoles primaires. 
Le 1er mars 2011, à l'Académie des Sciences, en séance solennelle sous la Coupole portant sur le thème « Les nouveaux défis de l'éducation », Pierre Léna prononce un discours intitulé « La science en héritage », et propose en conclusion d'ajouter aux trois matières fondamentales de l'enseignement (lire, écrire, compter) celui de raisonner.
Désormais conduit au sein d’une Fondation de coopération scientifique, dont il fut le premier président en 2011, ce programme a pour mission de contribuer à améliorer la qualité de l’enseignement de la science et de la technologie à l’école primaire et au collège, école du socle commun, où se joue l’égalité des chances.

## Autres responsabilités institutionnelles
- Chargé de mission auprès du directeur général des enseignements supérieurs et de la recherche au ministère de l'Éducation nationale (1981-1986)
- Représentant de la France au Conseil de l'Observatoire austral européen ESO (1986 -1993)
- Président de la Société française de physique (1989)
- Membre du Conseil des très grands équipements de la recherche (1986-1993)
- Président de l’Institut national de recherche pédagogique (1991-1997)
- Président du Comité d'éthique du CNRS (2003-2007)
- Vice-président de l'Association Bernard Gregory (2001-2007)
- Membre du conseil d'administration de l'Établissement public du Palais de la découverte et de la Cité des sciences de la Villette (2011-2012).
- Président du Fonds France-Berkely (2000-2004)
- Membre des Comités de visiteur (Fachbeirat) des Instituts Max-Planck (Allemagne) de Bonn (Institut für Radioastronomie), de Garching (Institut für extraterrestrische Physik) et d’Heidelberg (Institut für Astronomie).
- Membre de l’Academia Europeae
- Membre étranger de la Société royale des sciences de Liège
- Membre des Académies des sciences d’Argentine, du Chili, du Venezuela,
- Membre de l’Académie de l’éducation d'Argentine.
- Membre de l’Académie Pontificale des Sciences [14]

## Distinctions
- Prix Holweck de l’Institute of Physics et de la Société française de physique (1995)
- Prix Jules-Janssen (1999) de la Société astronomique de France (SAF)
- Prix Maurice-Pérouse de la Fondation de France (1996)
- Membre de l'Académie pontificale des sciences (2003) [15]
- Médaille Erasmus de l’Academia Europaea (2005) [15]
- Commandeur de la Légion d'honneur (2021)[16] ; officier en 2007.
- Commandeur de l'ordre national du Lion du Sénégal
- Commandeur de l'ordre national du Mérite (2010)[17]

## Ouvrages
- Atlas historique du ciel, Pierre Léna, Christian Grataloup, Les Arènes (2024)
- Une histoire de flou, Pierre Léna, Le Pommier (2019)
- Concorde 001 et l’ombre de la Lune, Pierre Léna, Le Pommier (2014)
- Enseigner, c'est espérer, Pierre Léna, Le Pommier, coll. « Les défis de l'éducation » (2012)
- Nouveaux instruments, nouveaux regards sur l'univers, Pierre Léna, De Vive Voix (2010)
- L'observation en astronomie, Pierre Léna, Ellipses (2009)
- L’observation en astrophysique, Pierre Léna, Daniel Rouan, François Lebrun, François Mignard, Didier Pelat, EDP Sciences (2008), 3e édition (1re édition 1986). Traduit en anglais et chinois
- La science, Pierre Léna et Yang Huanming, Desclée de Brouwer (2003)
- L'enfant et la science. L'aventure de La main à la pâte, Georges Charpak, Pierre Léna, Yves Quéré, Odile Jacob (2005)
- 29 notionspour savourer et faire savourer la science, Pierre Léna, Yves Quéré et B. Salviat, Le Pommier (2009)
- A. Aspect, R. Balian, G. Bastard, J.P. Bouchaud, B. Cabane, F. Combes, T. Encrenaz, S. Fauve, A. Fert, M. Fink, A. Georges, J.F. Joanny, D. Kaplan, D. Le Bihan, P. Léna, H. Le Treut, J-P Poirier, J. Prost et J.L. Puget, Demain la physique, (Odile Jacob, 2009)  (ISBN 9782738123053)
- Les sciences du ciel, Pierre Léna (sous la direction de), Flammarion (1996)
- Le Trésor. Dictionnaire des sciences, (collectif, sous la direction de M. Serres et N. Farouki), Flammarion (1997)
- L'espace pour l'homme, Flammarion, coll. « Dominos » (1993)
- Lumières : une introduction aux phénomènes optiques, Pierre Léna et Alain Blanchard, InterEditions (1990)

## Médias
- Eclipse 73, film documentaire réalisé par M.Dassonville, Service du Film de recherche scientifique, Paris, 1974.
- Tours du monde, tours du ciel, dix heures d'émission pour la télévision, en collaboration avec Michel Serres, auteur et réalisateur Robert Pansard-Besson pour La Sept/FR3, reproduites en dix cassettes Hatier/Arte, 1990, puis en DVD, Gaumont-Columbia-Tristar-Home-Vidéo (2003), puis remastérisé chez EDP Sciences (2009) et (2010)
- Nouveaux instruments, nouveaux regards sur l'univers, Pierre Léna, CD audio, De Vive Voix (2010)